# ألبرشت بيمل

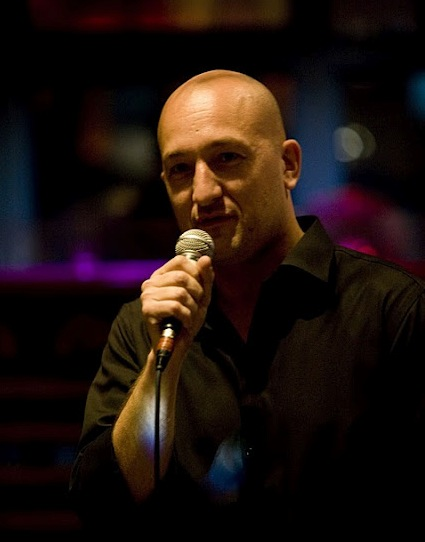
Albrecht Behmel

## الخلفية العائلية والتعليم
ولد بيمل في جنوب ألمانيا وهو متحدر من عائلة من ملاكي الأراضي والمحامين والأكاديميين. هو حفيد من جانب والدته لكريستوف مارتن فيلاند (شاعر وكاتب عاش إبان عصر التنوير).
أنهى دراسته في التاريخ والفلسفة في جامعة هايدلبرغ بإشراف الأساتذة: هانزجورج غادامير، كلاوس فون بايمي وفولكر سيللين، أيضا في جامعة هومبولت في برلين بإشراف الأستاذ شنيدل باخ.
نشر مسرحيته الأولى في سن الـ 20 ربيعا أثناء إقامته في شتوتغارت، تنقل بيمل في إقامته بين هايدلبرغ ، باريس، والدار البيضاء ليستقر أخيراَ في برلين عام 1994.

## أعماله
من أعماله المنشورة روايات مثل«الإنسان العاقل» ، مسرحيات إذاعية، وقد كتب سيناريوهات لأفلام عدة وللمسرح أيضاً، كما أنه عمل مع عدد من المحطات التلفزيونية الألمانية والدولية، مثل ARTE, Pro7، و.أيه أر دي
كتب بعض المقالات التاريخية التي تتناول تعزيز الليبرالية ومناهضة للحكومة في مضمونها، وعرضت بعض هذه المقالات أفكار مجموعة الأناركيين حول الحقوق في المجتمع. الحديث الممزوج بالشكوك ضد معظم الأيديولوجيات والأعراف الاجتماعية
مارس العمل السياسي حيث كان عضوا في الحزب الديمقراطي الحر والحزب الليبرالي الألمانيبين بين عامي 2001 و2010.

## فنه
أنه من الفنانين العالمين المعاصرين يمكن أن تجد أعماله في مؤسسات عالمية كجامعة بيجين ومتحف الفن في هامبورغ وأيضا لدى العديد من جامعي اللوحات الفنية ومقتنيي الفن المعاصر في جميع أنحاء العالم، ميامي، نيويورك، إدنبرة، برلين. هو من الفنانين الناشطين والداعمين للأعمال الخيرية، مثل جمعية ألكسندر فون فوتيمبيرغ الملكية الخيرية في ألمانيا، مؤسسة إفيلينا الخيرية، ومعظم هذه المؤسسات تركز على التبرعات الطبية لمعالجة الأطفال.

## طبيعة أعماله الأدبية والجوائز
الروايات والمسرحيات مستخدماً مجموعة متنوعة من اللهجات الألمانية العامية وتتحدث معظمها عن الحياة في مدينة برلين، متناولة آفات الحياة المدنية مثل الأرق والمخدرات، ومطبات الاتصالات عبر الإنترنت.
فازت مسرحيته الأذاعية بعنوان (هل هذه دراجتك سيد أوبراين؟) عن حياة وأعمال الروائي الأيرلندي فلان أوبراين عام 2003 بجائزة (المسرحية الإذاعية للشهر).

## الإنترنت
- Catalogue, Library of Congress (بالإنجليزية)